# فخرالدین فخرالدینی
فخرالدین فخرالدینی (زادهٔ ۱۴ اسفند ۱۳۱۱) عکاس ایرانی است. او از پیش‌گامان عکاسی پرتره در ایران بوده‌است.
سال ۱۳۱۱ در آذربایجان و در خانواده‌ای هنردوست به دنیا آمد. پدرش شاعر بود و عکاس، برادرانش نیز به هنر گرایش داشتند. یک برادر او، فرخ فخرالدینی از پیشگامان عکاسی پرتره، برادر دیگر او، فرهاد فخرالدینی از موسیقی‌دانان و آهنگسازان بنام و دیگری فاروق فخرالدینی سرمربی اسبق سال‌های دور تیم ملی والیبال ایران است.
در کودکی به نقاشی علاقه‌مند شد و هنوز هم نقاشی را ادامه می‌دهد. از ۱۸ سالگی عکاسی را در کنار پدرش که عکاس بود شروع کرد و عکاسی پرتره را نزد او آموخت. بعد از تجربه‌های محدودی در ایران، به کشورهای آمریکا و آلمان سفر کرد و در زمینه شخصیت‌گرایی در عکاسی پرتره کار کرد. مطالعه چندین جلد کتاب از عکاسان معاصر جهان عامل گرایش‌اش به عکاسی پرتره بود.